# 에디 (영화)
《에디》(영어: Eddie)는 미국에서 제작된 스티브 래시 감독의 1996년 스포츠 코미디 영화이다. 우피 골드버그 등이 출연하였고, 데이비드 퍼멋 등이 제작에 참여하였다.

## 줄거리
리무진 기사인 에드위나 "에디" 프랭클린은 NBA에서 변변찮은 성적을 내고 있는 뉴욕 닉스의 광팬으로, 매디슨 스퀘어 가든에 꼬박꼬박 출석하고 있다.
어느 날 에디는 하프타임 이벤트에서 자유투를 성공시켜 후반전 명예 보조 감독이 된다. 그러나 에디는 감독인 존 베일리, 심판과 언쟁을 벌이다가 농구장을 밟는 바람에 테크니컬 파울로 매디슨 스퀘어 가든에서 쫓겨난다.
닉스 팬들이 에디에게 보인 뜨거운 지지를 목격한 닉스 새 구단주 "와일드 빌" 버지스는 베일리를 사임시키고 에디를 새 감독으로 임명한다. 많은 이들이 회의적인 시각을 보이며 조롱하지만 에디는 결국 선수들과 유대감을 형성하고 존경을 받게 된다. 에디의 지휘 하에서 닉스는 베일리가 감독으로 들어간 샬럿 호니츠와 NBA 플레이오프 진출권이 걸린 경기를 갖게 된다.
그러나 경기 전날 버지스는 닉스가 이긴다면 연고지를 세인트루이스로 옮기려는 다른 이에게 팀을 팔 계획임을 밝힌다. 시합 종료 몇 초를 남기고 닉스가 1점 앞서는 상황에서 에디는 시합을 중지시키고 버지스의 계획을 폭로한다. 비난이 쇄도하자 버지스는 계획을 무효로 하겠다고 공표하고, 닉스는 플레이오프 진출에 성공한다.

## 출연
- 우피 골드버그 - 에드위나 "에디" 프랭클린 역
- 프랭크 랜젤라 - 윌리엄 "와일드 빌" 버지스 역
- 데니스 퍼리나 - 코치 존 베일리 역
- 리처드 젱킨스 - 칼 지머 역
- 리사 앤 월터 - 클로딘 역
- 존 벤저민 히키 - 조 네이더 역
- 트로이 바이어 - 베스 헤이스팅스 역
- 존 샐리 - 네이트 윌슨 6번 역
- 릭 폭스 - 테리 헤이스팅스 41번 역
- 마크 잭슨 - 대런 "프리처" 테일러 5번 역
- 아시프 만드비 - 모하메드 역
- 조니 윌리엄스 - 빅 앨 역
- 존 디매지오 - 공사장 인부 역
- 게리 페이턴, 존 스타크스 - 길거리 농구 선수 역
- 크리스 버먼, 마브 앨버트 - 방송인 역
- 진 앤서니 레이 - 댄서 역
- 데니스 로드먼, 머그시 보그스, 미치 리치먼드, 래리 존슨, 도널드 트럼프, 루디 줄리아니, 에드 코치, 파비오 란초니, 데이비드 레터먼 - 본인 역

## 기타 제작진
- 공동 제작: 앤드루 건
- 배역: 루번 캐넌
- 미술: 댄 데이비스
- 의상: 몰리 매기니스

## 우리말 녹음
MBC 성우진 (1998년 1월 27일)
- 성선녀 - 에디(우피 골드버그)
- 김기현 - 와일드 빌(프랭크 랜젤라)
- 황일청
- 김용식
- 김태훈
- 권혁수
- 이선주
- 김관철
- 이병식
- 이종혁
- 황윤걸
- 손원일
- 안장혁
- 안지환
- 최원형
- 박지훈
- 변종필
- 안종덕
- 이진홍
- 김영선
- 엄태국
- 엄현정
- 이철용
- 장성호
- 정남